# グッド・バッド・ウィアード
『グッド・バッド・ウィアード』（原題：좋은 놈, 나쁜 놈, 이상한 놈、英語: The Good, the Bad, the Weird）は、2008年公開の韓国映画。監督はキム・ジウン。名作『続・夕陽のガンマン』（The Good, the Bad and the Ugly、1966年）にインスパイアされて創作した独自の韓国版西部劇（キムチ・ウェスタン）として制作。題名は映画に登場する3人の朝鮮人ガンマンを表し、韓国の人気俳優チョン・ウソン、イ・ビョンホン、ソン・ガンホを起用。封切りから『奴奴奴』（ノムノムノム）と省略して呼ばれている。
舞台は1930年代の満州（満州国）、大日本帝国軍が残した正体不明の地図（それぞれの推測に基づく宝の地図）を巡って様々な民族・人種が入り乱れ複雑に変化する混沌の中で、男たちが広野を縦横無尽に疾走し追撃戦が繰り広げながら、軽快に問題を解決していく。

## 概要
この映画は、2008年時点で韓国映画史上最高と言われる制作費を投じ、主演に人気俳優3人を起用したうえに、韓国国民の心を掴んだことで知られる。韓国国内で公開初日に40万人の観客動員を記録し、2008年で最も良い初日の興行成績を収め、歴代では、『D-WARS ディー・ウォーズ』の47万人、『グエムル-漢江の怪物-』の45万人に次ぐ3番目の記録になる。
主要シーンは中国北部で撮影され、撮影に使用された銃器の数は200余丁で使用した空砲弾は3万発を超えたと言われCGなし、スタントマンなしの、俳優自身によるほぼ100％のリアルアクションで、迫力ある映画に仕上がっている（編集段階ではCGも使われた）。撮影を進めていくにつれ現場に熱が入り、制作会社もこれに応え、予算を大幅に増額した。撮影中から韓国国民の反応は好評であった。
2008年のカンヌ国際映画祭にて部門外の招待作品として上映された。この段階では日本からの作品の買付けは無かった。この後、再編集が行われ、結末の異なる韓国劇場版が作成された。この際、新たに人気女優オム・ジウォンを起用した場面が加えられた。
韓国で公開後、結末の違うカンヌ国際映画祭へ出展した作品を見たいと要望が高く、配給会社であるCJエンターテインメントは、「シネマコンプレックスチェーンCJ CGV」のスクリーンで上映することを決めた。また、国外輸出版も手を加え、違った内容に仕上げる計画にした。

## ストーリー
大日本帝国が朝鮮を統治する激動の時代、満州鉄道の列車を襲って見つけた地図を独占するため、それぞれの信念で生き抜いている朝鮮の風雲児、3人の男達が運命のように出くわした。
金の為なら誰でも殺る懸賞金狩人（マネーハンター、賞金稼ぎ）のパク・ドウォン、人の上に立たなければ気が済まないプライド高き馬賊団の首領パク・チャンイ、踏みにじられても反発する雑草のような生命力を持った列車強盗犯のユン・テグ、彼らは互いの正体を知らぬまま地図を追い求め大陸を駆け回る。さらに、地図の正体の推測が交錯する中、大日本帝国陸軍と、大日本帝国軍による大陸横断列車の建設予定地だとして追う朝鮮独立軍や、三国派の馬賊団まで地図を手中に収めようと大混戦になる。果たして最後の勝者は誰になるのか。

## キャスト
- パク・ドウォン - チョン・ウソン：良い奴（吹替：東地宏樹）
- パク・チャンイ - イ・ビョンホン：悪い奴（吹替：高橋和也）
- ユン・テグ - ソン・ガンホ：変な奴（吹替：堀内賢雄）
- ピョンチュン - ユン・ジェムン：三国派の副頭領（朝鮮人、頭領は中国人）（吹替：斉藤次郎）
- マンギル -  リュ・スンス：ユン・テグ（変な奴）の相棒（吹替：佐藤せつじ）
- キム辧主（パンシュ） -  ソン・ヨンチャン：親日派の朝鮮人富豪（吹替：稲葉実）
- パク書房（ソバン） -  オ・ダルス：キム辧主の執事
- 頭領 - ドリゴル（吹替：藤本譲）
- ソ・ジェシク - ソン・ビョンホ：麻薬商人（吹替：後藤哲夫）
- サンカル - キム・グァンイル（吹替：土田大）
- コム（熊） - マ・ドンソク（吹替：木村雅史）
- ソンイ - イ・チョンア（吹替：関山美沙紀）
- ハルメ - リュ・チャンスク（吹替：橘凛）
- ギャング - チョ・ギョンフン（吹替：町田政則）
- シャオリン - チョン・ジェウン（吹替：平田真菜）
- 石原大佐 - 白竜：日本軍の指揮官

特別出演
- ナヨン - オム・ジウォン：朝鮮独立軍

## 製作
本作品を制作する上で、クリント・イーストウッド監督・主演のオスカー受賞作『許されざる者』や、セルジオ・レオーネ監督のマカロニ・ウェスタンをヒントにしたとキム・ジウン監督が語ったことから、「キムチ・ウェスタン」の呼称が定着した。なお、この映画を作るきっかけは、韓国人の中にある大陸的な気質を表現したかったことから。
上映前のポスター製作に、キーワード三つ「撃つ（BANG）！殺す（KILL）！走る（RUN）！」と、登場する3人の印象を刺激的に伝えている。「撃つ！」は凄腕のスナイパー、パク・ドウォン（良い奴）、「殺す！」は目的を遂行するためなら三度の食事をするように人を殺す冷血非道な馬賊団の首領パク・チャンイ（悪い奴）、「走る！」は常に人にくっつき回り利益を得る反発精神を持った列車強盗ユン・テグ（変な奴）を表している。
スタントコーディネーター、アクション監督であるチ・ジュンヒョンが撮影中に交通事故に遭い亡くなった。また、イラン人俳優Bana Tehrani Ali Asgharも撮影を終了して帰国後に交通事故で亡くなった。両名を追悼する字幕が本編終了後に浮かび上がる。

## 広告出演料の寄付
映画封切り後、キム・ジウン監督は「満州の原野を疾走する『奴奴奴』のように誇らしい韓国人になりたい」と、独島保護活動に貢献するという意志で、広告モデル料を「Voluntary Agency Network of Korea」に寄付することを表明した。キム・ジウン監督はソニーコリアから『ブラビア』のモデルに起用され、「撮影現場でもソニーの機器を使用しており、家でもブラビアのテレビを見ているので、モデルになれたのは光栄なこと。これまで以上にソニーのファンになってしまいそうだ」とCM撮影現場を和ませていた。寄付宣言はちょうどCMが流れる時期であった。

## 映画祭・受賞歴
- 第61回（2008）カンヌ国際映画祭
  - コンペ外部門に招待
- 第41回（2008）シッチェス・カタロニア国際映画祭
  - 最優秀監督賞、特殊効果賞
- 第28回（2008）ハワイ国際映画祭
  - マーベリック賞、俳優業績賞チョン・ウソン

## ソフト化
日本ではワーナー・ホーム・ビデオよりブルーレイ、DVDが発売。
- グッド・バッド・ウィアード ブルーレイ コレクターズ・ボックス（BD2枚組、2010年2月10日発売）
  - ディスク1：本編BD
    - 本編：インターナショナル版本編と韓国版本編の2種類を収録
    - 音声特典
      - オーディオコメンタリー1（インターナショナル版本編 / 監督：キム・ジウン×チョン・ウソン×イ・ビョンホン×ソン・ガンホ）
      - オーディオコメンタリー2（韓国版本編 / 監督：キム・ジウン×撮影：イ・モゲ×美術：チョ・ファソン×照明：オ・スンチョル）

  - ディスク2：特典BD
    - 映像、アクションについて
    - 音響効果について
    - 美術、衣装について
    - 未公開シーン集（音声解説付き）
    - もうひとつのエンディング集
    - メイキング
    - 監督&キャスト座談会
    - 先行プレミア上映舞台挨拶
    - 韓国ジャンケット映像
    - 空港取材
    - オリジナル版劇場予告編
- グッド・バッド・ウィアード DVDコレクターズ・ボックス（DVD3枚組、2010年2月10日発売）
  - ディスク1：インターナショナル版本編DVD
    - 音声特典：オーディオコメンタリー1（BDコレクターズ・ボックス：ディスク1、DVD特別版と同様）

  - ディスク2：特典DVD（BDコレクターズ・ボックス：ディスク2と同様）
  - ディスク3：韓国版本編DVD
    - 音声特典：オーディオコメンタリー2（BDコレクターズ・ボックス：ディスク1と同様）
- グッド・バッド・ウィアード DVD特別版（DVD2枚組、2010年2月10日発売）
  - ディスク1：インターナショナル版本編DVD
    - 音声特典：コレクターズ・ボックス：ディスク1と同様

  - ディスク2：特典DVD（コレクターズ・ボックス：ディスク2と同様）